# برنلة

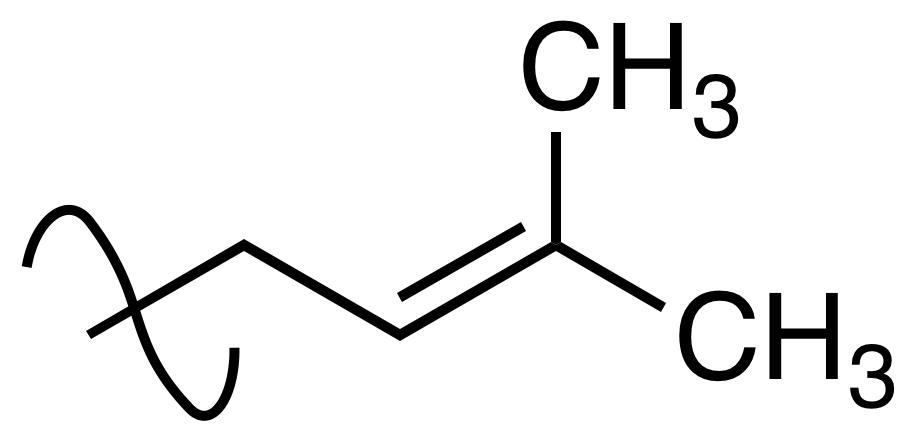
مجموعة البرنيل (Prenyl-) الوظيفية

البرنلة (بالإنجليزية: Prenylation)‏ هي عملية حيوية تشتمل على إضافة جزيئات كارهة للماء للبروتين أو المركبات الكيميائية الأخرى. يُفترض عادةً أن مجموعة مركبات البرنيل تسهل ارتباط البروتينات بالأغشية الخلوية على غرار المركبات المثبتة للشحوم على الرغم من عدم وجود دليل مباشر يدعم ذلك. وعلى كل حال، ثبت أن مجموعات البرنيل تلعب دورًا مهمًا في ارتباط البروتينات ببعضها.

## مثبطات عمليات البرنلة
يمكن استخدام مثبطات فرانيسل ترانسفيراز لإيقاف عملية ربط البروتينات في بعض الطفيليات مثل المثقبيات البروسية والملاريا. يعتقد أن الطفيليات أكثر عرضة لتثبيط أنزيم فرانسيل ترانسفيراز من البشر، وربما يكون السبب في ذلك افتقار هذه الطفيليات إلى أنزيم غرانيل ترانسفيراز. هكذا يبدو من الممكن تطوير عقاقير مضادة للطفيليات اعتمادًا على الأدوية المثبطة لأنزيم فرانيسل ترانسفيراز والتي تستخدم اليوم كعقاقير مضادة للسرطان على نطاق واسع.
أظهرت الأدوية المثبطة لأنزيم فرانسيل ترانسفيراز أيضًا نتائج مشجعة في علاج متلازمة بروجيريا جيلفورد هاتشينسون (الشيخوخة المبكرة) عند الفئران. بدأت تجارب سريرية اعتمادًا على ذلك في مايو 2007 لدراسة فوائد استخدام مثبطات أنزيم فرانسيل ترانسفيراز عند الأطفال المصابين بمتلازمة بروجيريا جيلفورد هاتشينسون.

## التأثيرات المحتملة على صحة القلب وطول العمر
أوضحت دراسة أجريت في عام 2012 أنَّ العلاج بالستاتين يزيد من عمر المريض ويحسن صحة القلب في التجارب التي أجريت على ذبابة الفاكهة عن طريق تقليل عملية برنلة البروتينات. خلصت الدراسة أيضًا أن هذه البيانات هي الدليل الأكثر تأكيدًا حتى الآن على أن انخفاض مستوى عملية برنلة البروتينات يمكن أن يحسن من صحة القلب ويطيل العمر، وهو ما يفسر التأثيرات الإيجابية للعديد من مركبات الستاتينات غير المرتبطة بالكوليسترول.
درست تجربة سريرية أخرى أجريت في عام 2012 الفائدة المحتملة لاستخدام طريقة تثبيط برنلة البروتينات في علاج متلازمة بروجيريا جيلفورد هاتشينسون (متلازمة الشيخوخة المُبكرة). تتميز هذه المتلازمة بقصور في النمو وتسريع عملية تصلب الشرايين التي تؤدي في النهاية للوفاة المبكرة. قدمت هذه الدراسة نتائج مشجعة نسبيًا لاستخدام طريقة تثبيط البرنلة في علاج هذه المتلازمة والتخفيف من آثارها.

## وصلات خارجية
- PrePS – Prenylation Prediction Suite[وصلة مكسورة]